# Grigliato
Il grigliato o tombino è un manufatto formato da due tipi di piatti:
- piatto portante: è quello con dimensione maggiore e come dice il nome stesso quello che ha funzione di portata del carico.
- piatto (o tondo) di collegamento: è quello che collega, e quindi unisce i piatti portanti e che li rende solidali tra loro.

Normalmente è un prodotto metallico, in ferro normale o inox, anche se non mancano casi di materiali speciali in caso di utilizzi estremi, per esempio per resistere ad acidi o ad alte temperature.
Ne esistono due categorie a seconda del processo di produzione: pressato ed elettrosaldato. Si presta prevalentemente a due tipi di utilizzo:
Posizionato orizzontalmente: come copertura per fori. In questo caso fondamentale è capire il tipo di portata:
- classe 1: portata pedonale (600 kg/m²)
- classe 2: portata carrabile auto
- classe 3: portata carrabile camion
- classe 4: portata carrabile autotreno

Come è facile immaginare maggiore è la portata che il grigliato deve sopportare maggiore è la dimensione dei piatti portanti.
La portata viene calcolata in kg o kN al m², per portate pedonali, o su impronta per le griglie carrabili.
Posizionato verticalmente: utilizzato per recinzioni, parapetti e inferriate.
Il trattamento protettivo dalla corrosione e dalla ruggine maggiormente utilizzato è la zincatura a caldo tramite l'immersione in zinco fuso ad alta temperatura.